# راس کانوی (آهنگساز)
راس کانوی (انگلیسی: Russ Conway; ۲ سپتامبر ۱۹۲۵ – ۱۶ نوامبر ۲۰۰۰) آهنگساز و نوازنده پیانو موسیقی عامه‌پسند اهل انگلستان بود. وی بین سال‌های ۱۹۵۵ تا ۲۰۰۰ میلادی فعالیت می‌کرد. کانوی از سال ۱۹۵۷ تا ۱۹۶۳ بیست بار در جدول تک‌آهنگ‌های بریتانیا در بخش ساز پیانو حضور داشته است که شامل دو آهنگ شماره یک میشود.
از فیلم‌ها یا برنامه‌های تلویزیونی که وی در آن نقش داشته‌است می‌توان به به ملاطفت دوستم بدار، تفنگ‌های دیابلو، وارث، جفتک زنی در ژاپن، تاماهاوک، و شش محکوم من اشاره کرد.